# Mark Stockwell
Marcus William "Mark" Stockwell, född 5 juli 1963, är en australisk före detta simmare.
Stockwell blev olympisk silvermedaljör på 100 meter frisim vid sommarspelen 1984 i Los Angeles.